# إدوارد سايمور
إدوارد سايمور (بالإنجليزية: Edward Seymour)‏ (30 مارس 1796 - 16 أبريل 1866) هو لاعب كريكت بريطاني (وحمل سابقاً جنسية المملكة المتحدة لبريطانيا العظمى وأيرلندا ومملكة بريطانيا العظمى). لعب مع نادي جامعة كامبريدج للكريكيت ‏.